# ビリー・ブレムナー (ミュージシャン)
ビリー・ブレムナー（William "Billy" Bremner, 1946年 - ）は、スコットランド出身のミュージシャン、ロック・ギタリスト、作曲家。ロックパイルやプリテンダーズでの活動が有名。

## 初期
ルルのバックバンドもつとめたザ・ラヴァーズ (The Luvvers) に参加したことで業界に名を知られるようになり、1966年にパーロフォンからリリースされたルルのシングル『ハウス・オンザ・ヒル』(The House On The Hill) のレコーディングにも参加した。
1971年にはコリン・ヘア（元ハニーバス）のファースト・ソロ・アルバムにギタリストとして参加。
その後、TVシリーズ『ラトランド・ウィークエンド・テレビジョン』(Rutland Weekend Television) のサウンドトラックを制作中の、ニール・イネスのバンドファスト (Fatso) に加入した。

## ロックパイル
1976年にはニック・ロウ、デイヴ・エドモンズ、テリー・ウィリアムズとともにロックパイルを結成。
バンド名義のアルバムは1枚のみだが、ロウ、エドモンズ名義のアルバムも実質上バンドでレコーディングしたほか、ミッキー・ジャップやカーリーン・カーターのレコーディングにもバンドとして参加した。
ギターのみならず時折リードボーカルも担当し、1980年にリリースした唯一のロックパイル名義のアルバム『セカンズ・オヴ・プレジャー』(Seconds of Pleasure) でも「ハート」(Heart)、「ユー・エイント・ナッシング・バット・ファイン」(You Ain't Nothing But Fine) の2曲を歌った。
エドモンズのヒット曲「トラブル・ボーイズ」(Trouble Boys) を書いた際には、同郷で同姓同名の有名なサッカー選手と間違われないよう、「ビリー・マーレー」(Billy Murray) なる変名を使用した。

## ソロ & セッション
1981年のロックパイル解散後、スティッフ・レコードから2枚のソロ・シングル（「ラウド・ミュージック・イン・カーズ」(Loud Music In Cars)、「ラーフター・ターンズ・トゥ・ティアーズ」(Laughter Turns to Tears)）を発表。
この年、日本のポップ・シンガー沢田研二の16枚目のアルバム『S/T/R/I/P/P/E/R』（ストリッパー）のレコーディングにも参加している。
翌1982年、オリジナルメンバー2人を失ったプリテンダーズに助っ人として雇われ、シングル「バック・オン・ザ・チェインギャング」(Back on the Chain Gang) のレコーディングに参加。
シングルはビルボードHot100の5位まで上昇、ビルボードHotメインストリーム・ロック・チャートの4位、UKシングル・チャートでも17位と大ヒットした。
1984年には『ラーニング・トゥ・クロール』(Learning to Crawl) にも一部参加した。
おなじく1984年、ザ・レコーズのウィル・バーチとの共作やエルヴィス・コステロのカバーなどを含む初のソロ・アルバム『バッシュ!』(Bash!) をリリース。
ベースにファスト・バックのデイヴ・カー・クレメンソン、ドラムスにロックパイル時代の同僚テリー・ウィリアムズを配し、ブレムナーがすべてのギター・パートをひとりで担当した。
1990年には、メンバーがクリッシー・ハインドひとりだけになってしまったプリテンダーズを再度ヘルプし、アルバム『パックト!』(Packed!)のレコーディングに参加した。
パット・マクラフリン (Pat McLaughlin) とのコラボレートによるロサンゼルス、ナッシュビルでの活動の後、1990年代にスウェーデンに拠点を移し、当地のバンド、リフレッシュメンツのアルバム It's Gotta Be Both Rock 'n' Roll　でプロデュースとギターを担当。
2枚目のソロ・アルバム『ア・グッド・ウィークス・ワーク』(A Good Week's Work)(1999年)、3枚目の『ノー・イフス・バッツ、メイビーズ』(No Ifs, Buts, Maybes)(2006年) はいずれもスウェーデン録音である。

## 主な参加作品
ソロ
- Bash! 1984
- Good Week's Work 1998
- No Ifs, Buts, Maybes 2006

ロックパイル
- Seconds of Pleasure	1980
- Provoked Beyond Endurance	1991
- They Call It Rock

デイヴ・エドモンズ
- Subtle as a Flying Mallet	1975
- Tracks on Wax 4	1978
- Repeat When Necessary	1979
- Twangin...'	1981
- Pile of Rock: Live	2001

ニック・ロウ
- Jesus of Cool (UK) Pure Pop for Now People (US) 1978
- Labour of Lust	1979
- Nick the Knife	1982
- 16 All Time Lowes	1984
- Quiet Please... The New Best of Nick Lowe	2009
- Nick Lowe & His Cowboy Outfit 1984

プリテンダーズ
- Learning to Crawl	1984
- Packed!	1990
- Pirate Radio	2006

シェイキング・スティーヴンス
- Give Me Your Heart Tonight	1982
- Hits and More	2003
- Collectable	2004
- Collection	2005

カーリーン・カーター
- Musical Shapes	1980
- Blue Nun	1981

ザ・コール・ポーターズ
- Land of Hope and Crosby	1994
- London	1995
- Rebels Without Applause	1996

ニール・イネス
- Taking Off	1977
- The Rutland Weekend Songbook	1976

沢田研二
- S/T/R/I/P/P/E/R	1981